# جيمس ماكجريجور بورنس
جيمس ماكجريجور بورنس (بالإنجليزية: James MacGregor Burns)‏ هو مؤرخ وأستاذ جامعي أمريكي، ولد في 3 أغسطس 1918 في بوسطن في الولايات المتحدة، وتوفي في 15 يوليو 2014 في ويليامزتاون في الولايات المتحدة.